# 3e étape du Tour d'Espagne 2006
Pour un article plus général, voir Tour d'Espagne 2006.
La 3e étape du Tour d'Espagne 2006 a eu lieu le 28 août 2006 entre la ville de Córdoba et celle d'Almendralejo sur une distance de 220 km. Elle a été remportée par l'Espagnol Francisco Ventoso (Saunier Duval-Prodir) devant le Norvégien Thor Hushovd (Crédit agricole), leader du classement général, et l'Australien Stuart O'Grady (CSC). Hushovd conserve son maillot or de leader du classement général au terme de l'étape.

## Profil et parcours
Un parcours de 220 kilomètres entre Córdoba et Almendralejo. C'est la plus longue étape de ce Tour d'Espagne 2006. Deux côtes de troisième catégorie sont franchies dans les 30 premiers kilomètres.

## Déroulement

### Récit
Cette étape a été marquée par l'échappée de 3 coureurs, l'Espagnol David de la Fuente, l'Italien Enrico Franzoi et le Français Hervé Duclos-Lassalle. Ces derniers n'ont pu résister au peloton qui les a rejoints à 15 km de l'arrivée. L'étape s'est donc jugée au sprint, sous une très forte chaleur, et c'est Francisco Ventoso de l'équipe Saunier Duval-Prodir qui l'emporte devant le Norvégien du Crédit agricole, Thor Hushovd, encore une fois second, néanmoins porteur du maillot de leader.

### Points distribués
| Premier   | David de la Fuente Espagne   | 4 pts |
| Second    | Hervé Duclos-Lassalle France | 2 pts |
| Troisième | Enrico Franzoi Italie        | 1 pts |

| Premier   | David de la Fuente Espagne   | 4 pts |
| Second    | Enrico Franzoi Italie        | 2 pts |
| Troisième | Hervé Duclos-Lassalle France | 1 pts |

| Premier   | Mario de Sárraga Espagne     | 6 pts |
| Second    | Jorge Garcia Espagne         | 4 pts |
| Troisième | José Antonio Garrido Espagne | 2 pts |
| Quatrième | Benoît Joachim Luxembourg    | 1 pts |

| Premier   | David de la Fuente Espagne   | 6 pts |
| Second    | Enrico Franzoi Italie        | 4 pts |
| Troisième | Hervé Duclos-Lassalle France | 2 pts |
| Quatrième | Mads Kaggestad Norvège       | 1 pts |

## Classement de l'étape
| \| Classement de l'étape \| Classement de l'étape \| Classement de l'étape \| Classement de l'étape \| Classement de l'étape \| \| Coureur \| Coureur \| Pays \| Équipe \| Temps \| \| --------------------- \| --------------------- \| --------------------- \| ---------------------- \| --------------------- \| \| 1er \| Francisco Ventoso \| Espagne \| Saunier Duval-Prodir \| 5 h 43 min 45 s \| \| 2e \| Thor Hushovd \| Norvège \| Crédit Agricole \| + 0 s \| \| 3e \| Stuart O'Grady \| Australie \| CSC \| + 0 s \| \| 4e \| Erik Zabel \| Allemagne \| Team Milram \| + 0 s \| \| 5e \| Robbie McEwen \| Australie \| Davitamon-Lotto \| + 0 s \| \| 6e \| Danilo Napolitano \| Italie \| Lampre-Fondital \| + 0 s \| \| 7e \| Luca Paolini \| Italie \| Liquigas \| + 0 s \| \| 8e \| Pedro Horrillo \| Espagne \| Rabobank \| + 0 s \| \| 9e \| Aurélien Clerc \| Suisse \| Phonak Hearing Systems \| + 0 s \| \| 10e \| Jean-Patrick Nazon \| France \| AG2R Prévoyance \| + 0 s \| |                    |           |                        |                 |
| |                    |           |                        |                 |
| |                    |           |                        |                 |
| Classement de l'étape |                    |           |                        |                 |
| Coureur | Coureur            | Pays      | Équipe                 | Temps           |
| 1er | Francisco Ventoso  | Espagne   | Saunier Duval-Prodir   | 5 h 43 min 45 s |
| 2e | Thor Hushovd       | Norvège   | Crédit Agricole        | + 0 s           |
| 3e | Stuart O'Grady     | Australie | CSC                    | + 0 s           |
| 4e | Erik Zabel         | Allemagne | Team Milram            | + 0 s           |
| 5e | Robbie McEwen      | Australie | Davitamon-Lotto        | + 0 s           |
| 6e | Danilo Napolitano  | Italie    | Lampre-Fondital        | + 0 s           |
| 7e | Luca Paolini       | Italie    | Liquigas               | + 0 s           |
| 8e | Pedro Horrillo     | Espagne   | Rabobank               | + 0 s           |
| 9e | Aurélien Clerc     | Suisse    | Phonak Hearing Systems | + 0 s           |
| 10e | Jean-Patrick Nazon | France    | AG2R Prévoyance        | + 0 s           |

## Classement général
Avec une nouvelle deuxième place à l'arrivée de l'étape, le Norvégien Thor Hushovd (Crédit agricole) conserve le maillot or de leader du classement général. Grâce notamment au bonifications, il devance maintenant l'Australien Stuart O'Grady (CSC) de onze secondes et le vainqueur de l'étape l'Espagnol Francisco Ventoso (Saunier Duval-Prodir), qui remonte à la troisième place grâce à sa première place, de douze secondes.
| \| Classement général \| Classement général \| Classement général \| Classement général \| Classement général \| \| Coureur \| Coureur \| Pays \| Équipe \| Temps \| \| ------------------ \| ------------------ \| ------------------ \| --------------------- \| ------------------ \| \| 1er \| Thor Hushovd \| Norvège \| Crédit Agricole \| 10 h 10 min 33 s \| \| 2e \| Stuart O'Grady \| Australie \| CSC \| + 11 s \| \| 3e \| Francisco Ventoso \| Espagne \| Saunier Duval-Prodir \| + 12 s \| \| 4e \| Paolo Bettini \| Italie \| Quick Step-Innergetic \| + 14 s \| \| 5e \| Kurt Asle Arvesen \| Norvège \| CSC \| + 19 s \| \| 6e \| Nicki Sørensen \| Danemark \| CSC \| + 19 s \| \| 7e \| Lars Bak \| Danemark \| CSC \| + 19 s \| \| 8e \| Marcus Ljungqvist \| Suède \| CSC \| + 19 s \| \| 9e \| Carlos Sastre \| Espagne \| CSC \| + 19 s \| \| 10e \| Volodymyr Gustov \| Ukraine \| CSC \| + 19 s \| |                   |           |                       |                  |
| |                   |           |                       |                  |
| |                   |           |                       |                  |
| Classement général |                   |           |                       |                  |
| Coureur | Coureur           | Pays      | Équipe                | Temps            |
| 1er | Thor Hushovd      | Norvège   | Crédit Agricole       | 10 h 10 min 33 s |
| 2e | Stuart O'Grady    | Australie | CSC                   | + 11 s           |
| 3e | Francisco Ventoso | Espagne   | Saunier Duval-Prodir  | + 12 s           |
| 4e | Paolo Bettini     | Italie    | Quick Step-Innergetic | + 14 s           |
| 5e | Kurt Asle Arvesen | Norvège   | CSC                   | + 19 s           |
| 6e | Nicki Sørensen    | Danemark  | CSC                   | + 19 s           |
| 7e | Lars Bak          | Danemark  | CSC                   | + 19 s           |
| 8e | Marcus Ljungqvist | Suède     | CSC                   | + 19 s           |
| 9e | Carlos Sastre     | Espagne   | CSC                   | + 19 s           |
| 10e | Volodymyr Gustov  | Ukraine   | CSC                   | + 19 s           |

## Classements annexes
| Classement par points | Classement par points | Classement par points | Classement par points | Classement par points |
| Coureur               | Coureur               | Pays                  | Équipe                | Points                |
| --------------------- | --------------------- | --------------------- | --------------------- | --------------------- |
| 1er                   | Thor Hushovd          | Norvège               | Crédit Agricole       | 44 pts                |
| 2e                    | Francisco Ventoso     | Espagne               | Saunier Duval-Prodir  | 35 pts                |
| 3e                    | Paolo Bettini         | Italie                | Quick Step-Innergetic | 27 pts                |
| 4e                    | Robbie McEwen         | Australie             | Davitamon-Lotto       | 26 pts                |
| 5e                    | Luca Paolini          | Italie                | Liquigas              | 25 pts                |

| Classement par points | Classement par points | Classement par points | Classement par points | Classement par points |
| Coureur               | Coureur               | Pays                  | Équipe                | Points                |
| --------------------- | --------------------- | --------------------- | --------------------- | --------------------- |
| 1er                   | Thor Hushovd          | Norvège               | Crédit Agricole       | 44 pts                |
| 2e                    | Francisco Ventoso     | Espagne               | Saunier Duval-Prodir  | 35 pts                |
| 3e                    | Paolo Bettini         | Italie                | Quick Step-Innergetic | 27 pts                |
| 4e                    | Robbie McEwen         | Australie             | Davitamon-Lotto       | 26 pts                |
| 5e                    | Luca Paolini          | Italie                | Liquigas              | 25 pts                |

| Classement de la montagne | Classement de la montagne | Classement de la montagne | Classement de la montagne | Classement de la montagne |
| Coureur                   | Coureur                   | Pays                      | Équipe                    | Points                    |
| ------------------------- | ------------------------- | ------------------------- | ------------------------- | ------------------------- |
| 1er                       | Mario de Sárraga          | Espagne                   | Relax-GAM                 | 18 pts                    |
| 2e                        | David de la Fuente        | Espagne                   | Saunier Duval-Prodir      | 6 pts                     |
| 3e                        | Benoît Joachim            | Luxembourg                | Discovery Channel         | 6 pts                     |
| 4e                        | José Antonio Garrido      | Espagne                   | Quick Step-Innergetic     | 6 pts                     |
| 5e                        | Rubén Pérez               | Espagne                   | Euskaltel-Euskadi         | 5 pts                     |

| Classement de la montagne | Classement de la montagne | Classement de la montagne | Classement de la montagne | Classement de la montagne |
| Coureur                   | Coureur                   | Pays                      | Équipe                    | Points                    |
| ------------------------- | ------------------------- | ------------------------- | ------------------------- | ------------------------- |
| 1er                       | Mario de Sárraga          | Espagne                   | Relax-GAM                 | 18 pts                    |
| 2e                        | David de la Fuente        | Espagne                   | Saunier Duval-Prodir      | 6 pts                     |
| 3e                        | Benoît Joachim            | Luxembourg                | Discovery Channel         | 6 pts                     |
| 4e                        | José Antonio Garrido      | Espagne                   | Quick Step-Innergetic     | 6 pts                     |
| 5e                        | Rubén Pérez               | Espagne                   | Euskaltel-Euskadi         | 5 pts                     |

| Classement du combiné | Classement du combiné | Classement du combiné | Classement du combiné           | Classement du combiné |
| Coureur               | Coureur               | Pays                  | Équipe                          | Points                |
| --------------------- | --------------------- | --------------------- | ------------------------------- | --------------------- |
| 1er                   | David de la Fuente    | Espagne               | Saunier Duval-Prodir            | 26 pts                |
| 2e                    | Enrico Franzoi        | Italie                | Lampre-Fondital                 | 100 pts               |
| 3e                    | Hervé Duclos-Lassalle | France                | Cofidis-Le Crédit par Téléphone | 143 pts               |
| 4e                    | Mario de Sárraga      | Espagne               | Relax-GAM                       | 199 pts               |

| Classement du combiné | Classement du combiné | Classement du combiné | Classement du combiné           | Classement du combiné |
| Coureur               | Coureur               | Pays                  | Équipe                          | Points                |
| --------------------- | --------------------- | --------------------- | ------------------------------- | --------------------- |
| 1er                   | David de la Fuente    | Espagne               | Saunier Duval-Prodir            | 26 pts                |
| 2e                    | Enrico Franzoi        | Italie                | Lampre-Fondital                 | 100 pts               |
| 3e                    | Hervé Duclos-Lassalle | France                | Cofidis-Le Crédit par Téléphone | 143 pts               |
| 4e                    | Mario de Sárraga      | Espagne               | Relax-GAM                       | 199 pts               |

| Classement par équipes | Classement par équipes         | Classement par équipes | Classement par équipes |
| Équipe                 | Équipe                         | Pays                   | Temps                  |
| ---------------------- | ------------------------------ | ---------------------- | ---------------------- |
| 1re                    | CSC                            | Danemark               | 30 h 17 min 24 s       |
| 2e                     | Caisse d'Épargne-Illes Balears | Espagne                | + 7 s                  |
| 3e                     | Team Milram                    | Italie                 | + 8 s                  |
| 4e                     | Discovery Channel              | États-Unis             | + 9 s                  |
| 5e                     | T-Mobile                       | Allemagne              | + 11 s                 |

| Classement par équipes | Classement par équipes         | Classement par équipes | Classement par équipes |
| Équipe                 | Équipe                         | Pays                   | Temps                  |
| ---------------------- | ------------------------------ | ---------------------- | ---------------------- |
| 1re                    | CSC                            | Danemark               | 30 h 17 min 24 s       |
| 2e                     | Caisse d'Épargne-Illes Balears | Espagne                | + 7 s                  |
| 3e                     | Team Milram                    | Italie                 | + 8 s                  |
| 4e                     | Discovery Channel              | États-Unis             | + 9 s                  |
| 5e                     | T-Mobile                       | Allemagne              | + 11 s                 |